# Turňa nad Bodvou
Turňa nad Bodvou (węg. Torna, niem. Tornau) – wieś (obec) na Słowacji położona w kraju koszyckim, w powiecie Koszyce-okolice.

## Położenie
Wieś leży na pograniczu Kotliny Turniańskiej i właściwej Kotliny Koszyckiej, ok. 3,5 km na pn.-wsch. od granicy słowacko-węgierskiej. Od północy nad wsią wznosi się kształtny stożek wysokiego wzgórza, kończącego grzbiet, wybiegający od Płaskowyżu Zadzielskiego - Turniansky hradný vrch (374 m n.p.m.), na którym wznoszą się ruiny Zamku Turniańskiego. 

## Historia
Pierwsze wzmianki o miejscowości pochodzą z roku 1221. 

## Demografia
Według danych z dnia 31 grudnia 2012, wieś zamieszkiwały 3522 osoby, w tym 1798 kobiet i 1724 mężczyzn.
W 2001 roku rozkład populacji względem narodowości i przynależności etnicznej wyglądał następująco:
- Słowacy – 43,92%
- Węgrzy – 43,57%
- Romowie – 8,06%
- Czesi – 0,5%
- Niemcy – 0,09%
- Polacy – 0,09%
- Rusini – 0,03%
- Ukraińcy – 0,03%

Ze względu na wyznawaną religię struktura mieszkańców kształtowała się w 2001 roku następująco:
- Katolicy rzymscy – 77,06%
- Grekokatolicy – 4,73%
- Ewangelicy – 0,5%
- Prawosławni – 0,34%
- Ateiści – 3,52%
- Przedstawiciele innych wyznań – 0,22%
- Nie podano – 7,41%